# Lista najwyższych budynków w Akronie
Lista najwyższych budynków w Akronie.

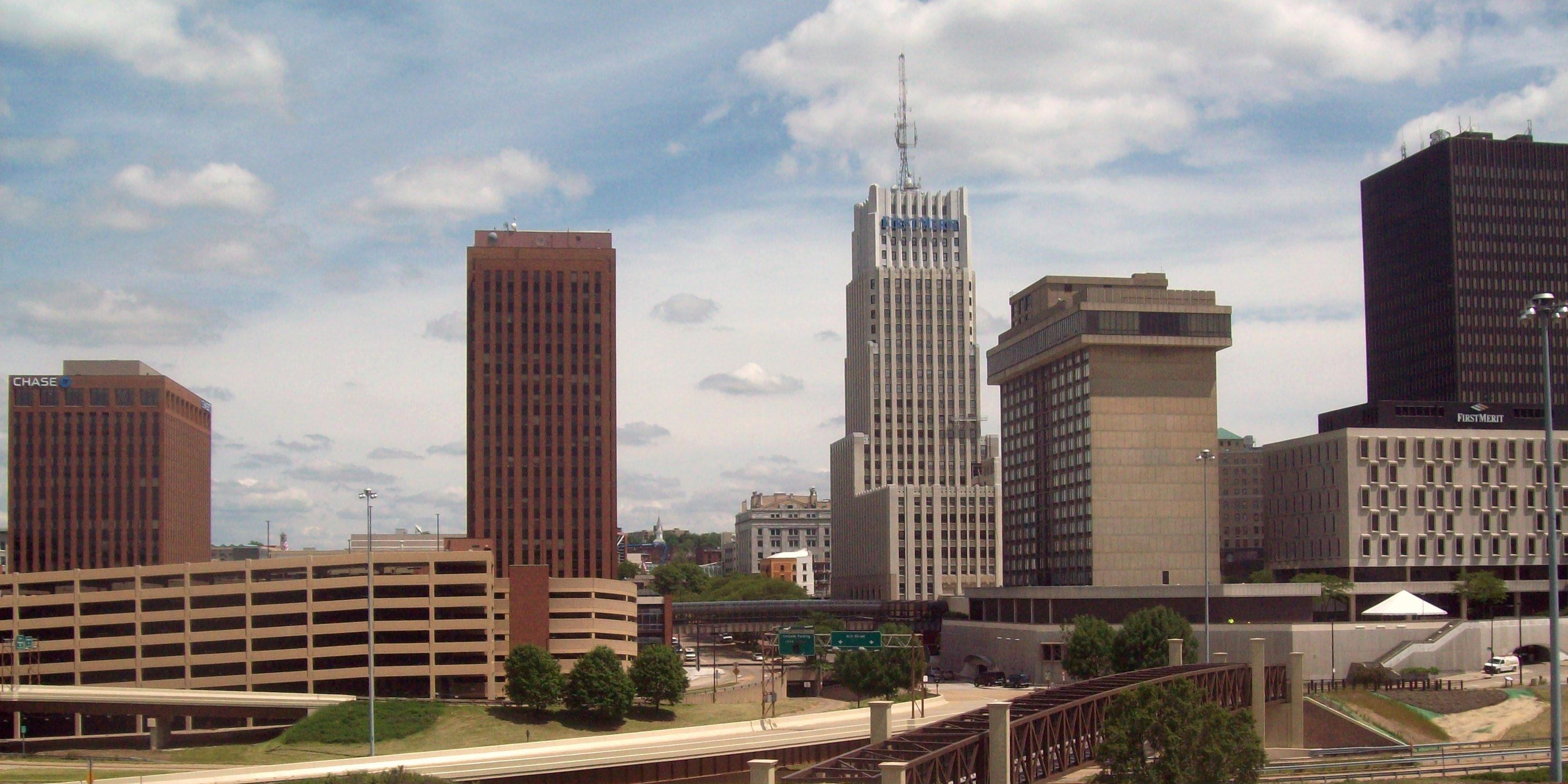
Widok na centrum Akronu

## Najwyższe budynki

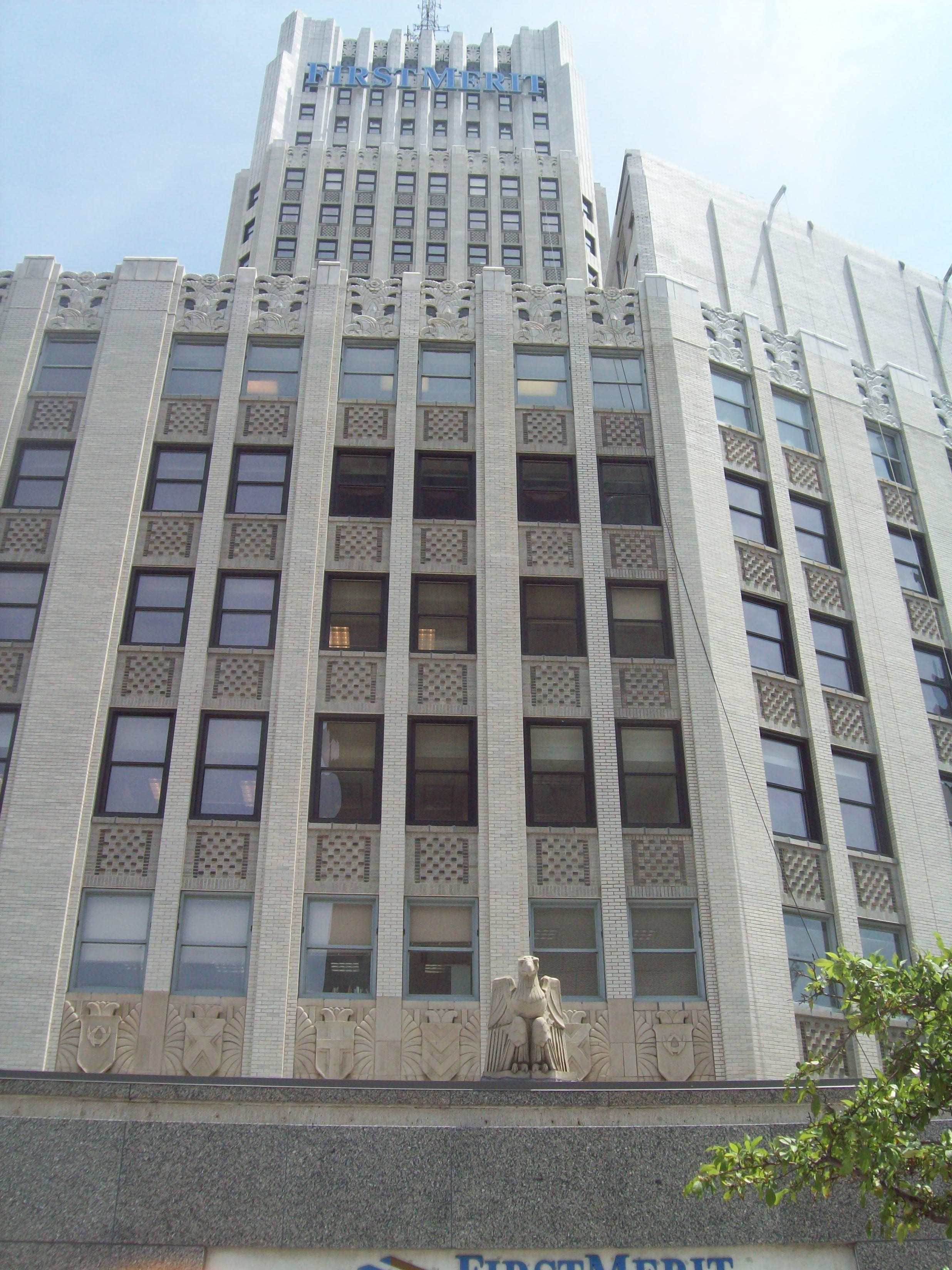
Huntington Tower, najwyższy wieżowiec w Akronie

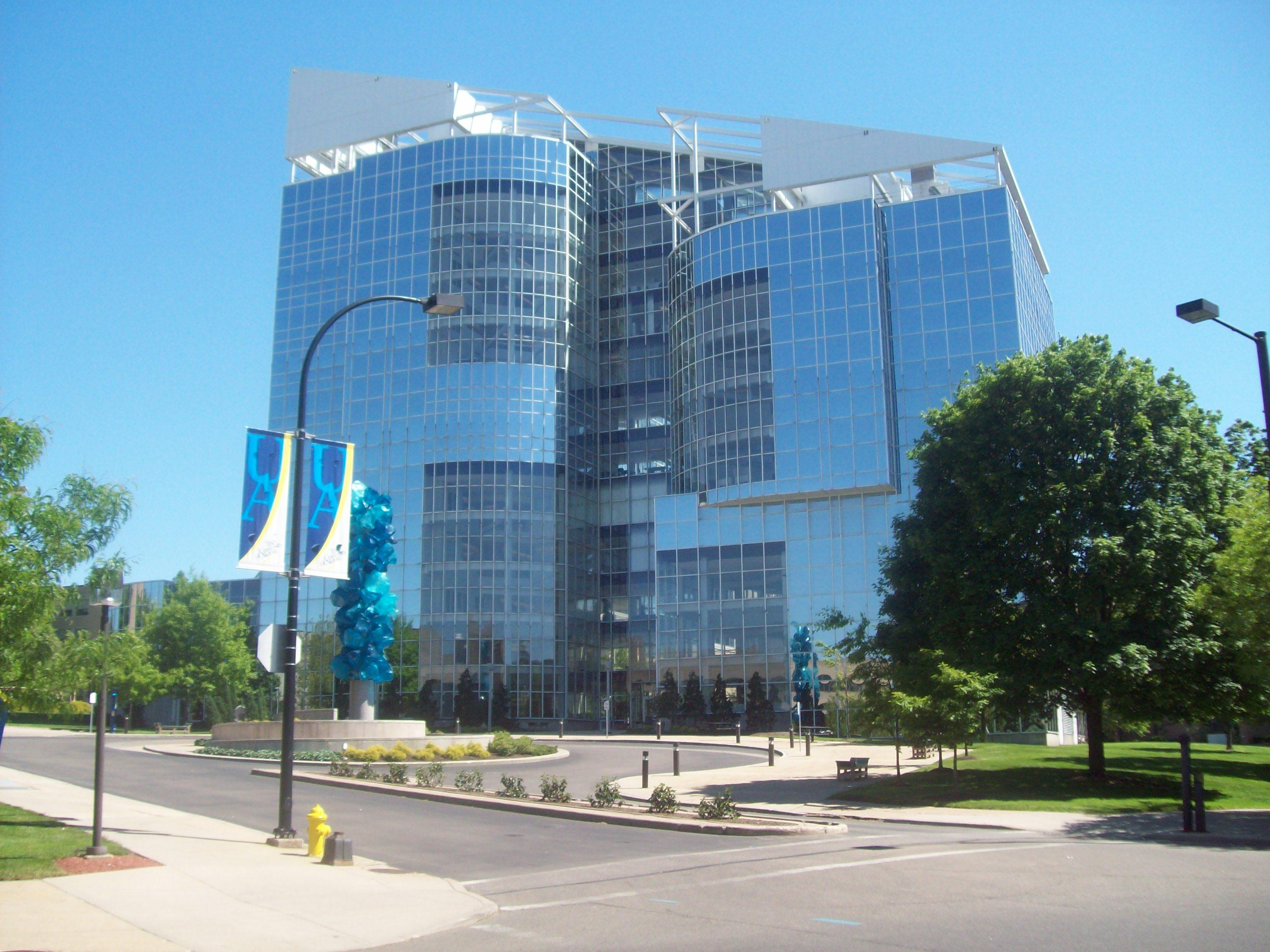
Goodyear Polymer Center na Uniwersytecie w Akronie

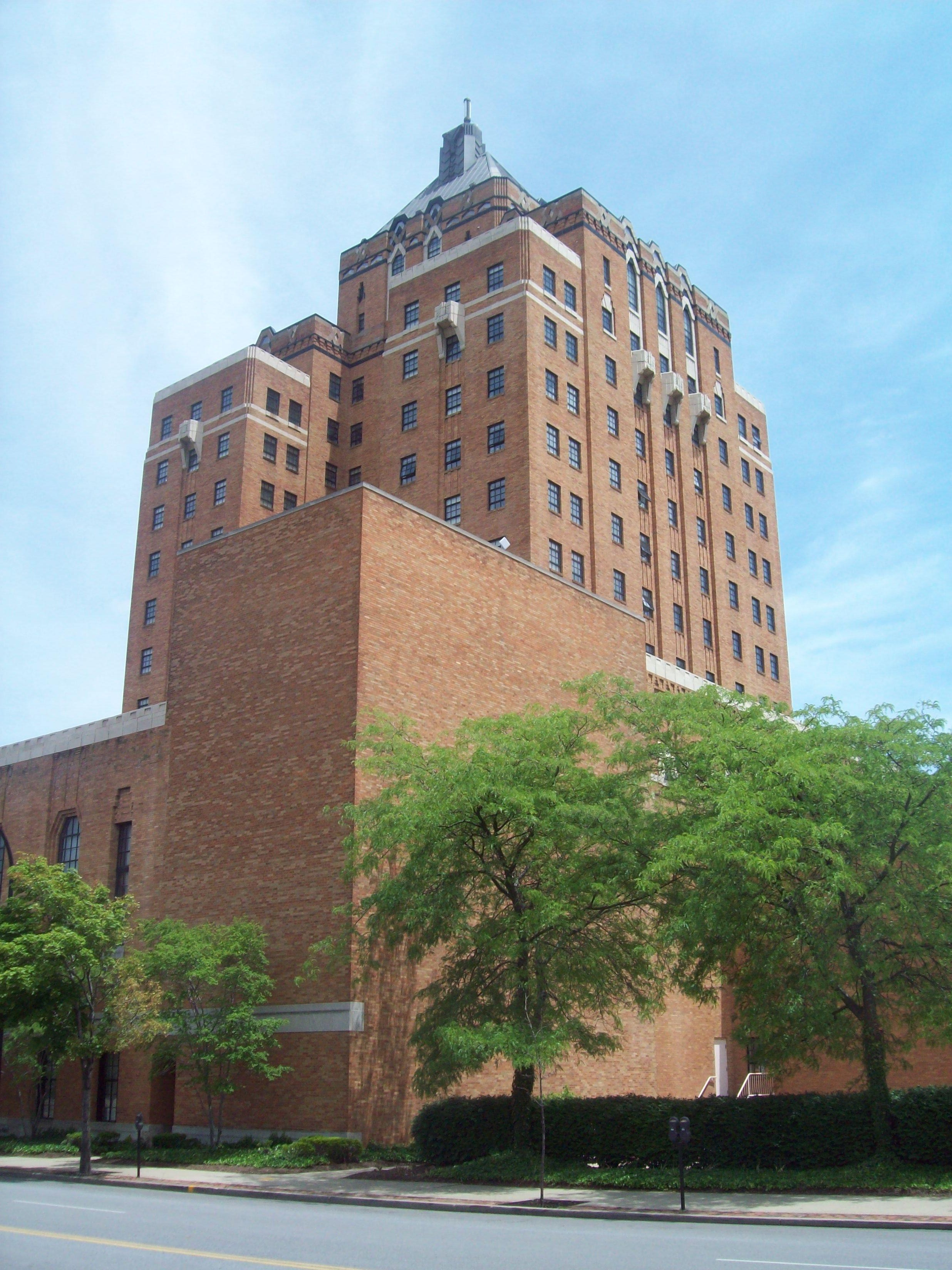
Canal Square YMCA and Apartments

Lista najwyższych budynków w Akronie, obejmująca budynki o wysokości co najmniej 150 stóp, na podstawie pomiarów od poziomu gruntu. Podana wysokość budynku nie uwzględnia anten i innych urządzeń na nim umieszczonych.
| Pozycja | Nazwa                          | Wysokość ft / m | Liczba Pięter | Rok budowy | Uwagi                                                                              |
| ------- | ------------------------------ | --------------- | ------------- | ---------- | ---------------------------------------------------------------------------------- |
| 1       | Huntington Tower               | 330 / 101       | 27            | 1931       | siedziba FirstMerit Corporation (pierwotnie)                                       |
| 2       | PNC Center                     | 300 / 91        | 26            | 1967       |                                                                                    |
| 3       | First Energy Building          | 279 / 82        | 19            | 1976       | siedziba FirstEnergy                                                               |
| 4       | Quaker Square Factory Elevator | 218 / 66        | 12            | 1939       | wybudowany jako silos zbożowy dla Quaker Oats Company, przerobiony na hotel w 1980 |
| 5       | Mayflower Manor Apartments     | 207 / 63        | 16            | 1931       |                                                                                    |
| 6       | Callis Tower                   |                 | 16            | 1972       | apartamentowiec                                                                    |
| 7       | Radisson Hotel                 | 200 / 61        | 19            | 1969       |                                                                                    |
| 8       | Goodyear Polymer Center        | 182 / 55        | 12            | 1991       | siedziba Wydziału Chemii Polimerów Uniwersytetu w Akronie                          |
| 9       | Canal Square                   | 173 / 53        | 16            | 1930       | apartamentowiec i siedziba YMCA                                                    |
| 10      | Chase Tower                    | 54              | 12            | 1982       |                                                                                    |
| 11      | Bulger Residence Hall          | 160 / 49        | 15            | 1969       | najwyższy akademik Uniwersytetu w Akronie                                          |
| 12      | CitiCenter Building            | 160 / 49        | 11            | 1931       | była siedziba YMCA                                                                 |
| 13      | Landmark Building              | 158 / 48        | 12            | 1925       |                                                                                    |
| 14      | Key Building                   | 150 / 46        | 11            | 1911       |                                                                                    |